# Zasada trwałości
Zasada trwałości – w ujęciu prawa polskiego zasada trwałości oznacza, że małżeństwo powinno łączyć małżonków przez całe życie i tym samym powinno być związkiem dozgonnym, tzn. istniejącym do chwili śmierci jednego z małżonków. 
Gdy jednak stanie się związkiem martwym, a więc przestaje funkcjonować, może być rozwiązane przez rozwód. Zasadę trwałości małżeństwa realizuje również wprowadzona do prawa polskiego instytucja separacji sądowej, mogąca pełnić funkcję restytucyjną (przywrócenie), gdyż polski ustawodawca uzależnił orzeczenie separacji od zupełności rozkładu pożycia małżonków.
Zasady trwałości nie należy utożsamiać z prawem kanonicznym Kościoła Katolickiego, które wyłącza możność rozwiązania małżeństwa.